# Paul Victor Bernard
Pour les articles homonymes, voir Paul Bernard et Bernard.
Paul Victor Bernard, dit Paul Bernard, né le 31 mai 1862 à Duperré (Algérie) et mort le 16 octobre 1924 à Constantine (Algérie), est un avocat et homme politique  français

## Biographie

### Famille, formation et débuts en politique
Né en 1862, Paul Bernard est élevé par son père Joseph Bernard, sous-lieutenant du 4e régiment de ligne puis capitaine et par sa mère Appoline Gouragne. Après des études au Lycée d'Alger puis au prytanée militaire de La Flèche, il renonce à entrer à l'école de Saint-Cyr pour faire carrière dans l'armée, et travaille à la préfecture d'Alger (1882), puis au gouvernement général et au ministère de la Guerre (1883). Licencié en droit en 1885, il s'inscrit au barreau de Paris en 1886 et rentre à la Cour d'appel de Paris la même année.  
De 1893 à 1898, il est conseiller municipal du 13ème arrondissement de Paris (Salpêtrière), puis député de la Seine de 1898 à 1902, siégeant comme républicain socialiste indépendant mais aussi présenté comme « député antisémite du 13e arrondissement »,. Le journal Le Jour (12 mai 1898) écrira en effet que « il a pris parti contre Dreyfus et les juifs » et que il a donc « contre lui tous les Dreyfusards ». Après son élection comme candidat radical-socialiste face au socialiste Gérault-Richard dans la 1ère circonstricption du 13ème arrondissement, il fait une proposition de résolution, en juin 1898, avec Paulin-Méry et Charles Bernard en vue de réviser la Constitution de 1875 et, en février 1899, vote avec les députés du groupe parlementaire antisémite de la Chambre le texte visant à abroger les dispositions du Décret Crémieux, en vue de priver de leurs droits électoraux les juifs Algériens. Aussi, il est membre du Parti Intransigeant Socialiste Révolutionnaire et du Parti Républicain Socialiste Français de Henri Rochefort, composés d'anciens boulangistes et de blanquistes.

### Après l'exclusion du groupe radical-socialiste
Le 26 mars 1899, il devient, avec Stanislas Ferrand, un des secrétaires du Groupe Républicain Socialiste Indépendant, groupe parlementaire de la Chambre fondé par Alphonse Humbert (président), Georges Girou et Albert Chiché (vice-présidents) « ayant l'intention de rassembler les députés socialistes qui font profession de nationalisme, antisémitisme, boulangisme, etc. » à la suite de l'exclusion de ceux-ci du groupe parlementaire radical-socialiste le 21 décembre 1898. Quelques mois avant, le 18 août 1898, il démissionne de son poste de secrétaire au Conseil municipal.   
Membre de la Franc-maçonnerie comme de nombreux députés et affilié à la loge Union et Bienfaisance, il est accusé par La Revue maçonnique d'avoir fait une accolade à Édouard Drumont, antimaçon notoire, alors que celui-ci descendait de son train gare de Lyon de retour d'Algérie. Une plainte maçonnique ayant été déposée, celle-ci est finalement retirée, Paul Bernard ayant expliqué : « Libre-penseur convaincu, adversaire de M. Drumont en tant qu'il combat la Franc-Maçonnerie (…) Jamais il n'a été dans mon intention de participer ni de prendre part, moi Franc-Maçon, libre-penseur par mes actes, à une manifestation catholique ou israélite »,.   

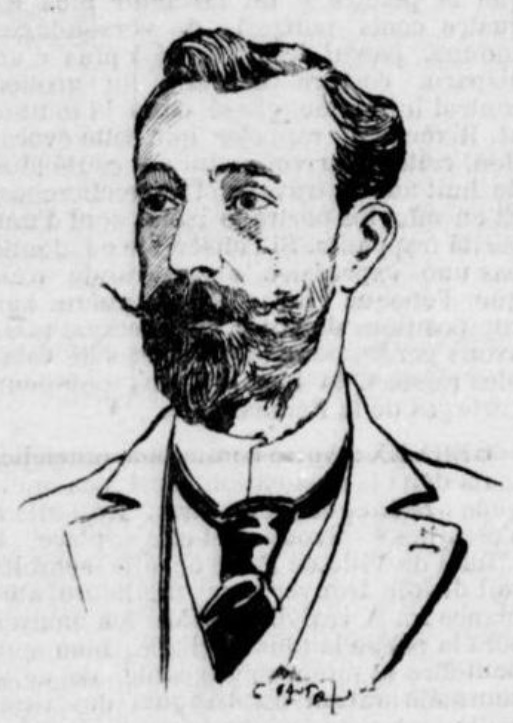
Paul Bernard en 1902.

En 1902, il est payé par Rochefort pour affronter Clovis Hugues aux élections et lance le journal Le Père Duchesne ayant pour devise « La République ou la mort ». L'anarchiste Charles Malato dira ironiquement de ce journal que, contrairement à la presse antisémite, il se borne à « battre le rappel des républicains patriotes et à flétrir les infâmes dreyfusards, ces "traîtres" ». Dans ses articles, Bernard reproduit des poèmes de Louise Michel, fait l'éloge des « rouges non-domestiqués », loue Auguste Blanqui dont il « vénère la mémoire ». De plus, il affirme vouloir préserver « l'idée républicaine, l'esprit anticlérical, le socialisme patriote ». 
Il quitte le barreau en 1905, puis devenir juge de paix en Algérie. Il est nommé au tribunal de Sétif en 1913 puis procureur à Constantine en 1917.

## Sources
- « Paul Victor Bernard », dans le Dictionnaire des parlementaires français (1889-1940), sous la direction de Jean Jolly, PUF, 1960 [détail de l’édition]